# عمر إحساس
عمر إحساس
مطرب سوداني من مواليد مدينة نيالا 1958 وهو من جيل التجديد في الأغنية السودانية الحديثة المستندة علي الموروث الإيقاعي السوداني وتميز بهذه اللونية وهدفه إنتاج أغنية حديثة تحمل ملامح سودانية صرفة من المكون النغمي والإيقاعي
ويعد واحد من الفنانين القلائل الذين جائوا العالم كرسل للموسيقي السودانية المعاصرة ونقلها إلي خارج نطاقها المحلي وتأثر بالفنان الجمايكي بوب مارلي في توظيفة لالة الباص جيتارفي بعض أعمالة الغنائية
بلغت أغانية المسجلة حتي الان أكثر من 50 أغنية تعالج نصوصها مواضيع مختلفة , منها أغنيات عاطفية ووطنية وإجتماعية وأغنيات عدة للسلام وأشتهر بأنه أحد رسل السلام في بلاده.دروب سلام ,الصغيرون حمراء , الصلاه علي النبي , إحساس , زولي هوي , دارفور بلدنا , فال الغلابة , أزوم , إختيار , زينة العواصم , صوت الوطن , سلام دارفور , ضد الحرب , العشق المصون , ميلاد ...... إلخ
قام عمر إحساس بعدة زيارات إالي خارج السودان لإحياء حفلات غنائية ومن تلك الزيارات , زيارتة للولايات المتحدة الأمريكية بدعوة من الجاليات السودانية بعدة ولايات ومهرجان الموسيقي لدورتين في نيويورك وفي شيكاغو وديترويت , وزيارتة للقاهرة حيث قالم بإحياء حفل غنائي قدم فيه بضع من أغنياتة ,وذلك في في أغسطس | اب 2014م علي المسرح المكشوف بدار الأوبرا المصرية , كذلك شارك في مهرجان القاهرة للموسيقي < مهرجان القلعة > وقدم فيه مجموعة من أعمالة الغنائية التي لاقت نجاحا ومن بينها أغنية <دارفور بلدنا > التي كتبت عند بداية الإضطرابات في دارفور كما فازت أغنيتة المصورة فيديو كليب وزلي بالفضية في مهرجان القاهرة الدولي للإذاعة والتلفزيون, وفي العاصمة اللبنانية بيروت شارك إحساس في مهرجان <<بيروت عاصمة الثقافة >> والذي اقيم في قصر اليونسكو 1999. وفي مهلرجان الإغنية المصورة الثاني 2001 وشملت زيارته الصين إبان إحتفالاتها بالذكري الرابعة والستين لتأسيسها حيث قدم عروضاَ موسيقية غنائية في حفلات نُظمت في مدن بكين وقوانغتشغو وييوو ولاقت تجاوباً من جمهور المستمعين الصينيين الذين إستساغو الألحان والإيقاعات السودانية لتشابهها مع الموسيقي الصينية ذات السلم الخماسي . ورحلات ومهرجانات وعروض لعدد من الدول الأوربية , هولنندا , ألمانيا , النمسا , إيطاليا , النرويج , السويد , الدنمارك , فرنسا , سويسرا , بريطانيا , ودول أفريقية , جنوب أفريقيا , أرتريا , غانا , أثيوبيا , تشاد , وكل الدول العربية وأسيوية , سيرلانكا , الهند , تركيا .

## الميلاد والنشأة
ولد عمر احساس في عام 1958 م، في مدينة نيالا بولاية جنوب دارفور بالسودان ، واسمه الأصلي هو عمر أحمد مصطفى. وبعد اكماله لتعليمه، انتقل إلى الخرطوم بعمر ال23 لدراسة الموسيقى في معهد السودان العالي للموسيقى والمسرح.

## بداياته وسبب تسميته باسم إحساس
لفت عمر إحساس الأنظار إلى موهبته في البداية في نادي الخرطوم جنوب عندما قدم أغنية من كلماته بعنوان «إحساس» وهي الأغنية التي أطلقها على اسمه الفني فيما بعد، ومن ثم اتجه إلى الإذاعة السودانية في أم درمان لتقديم أغانيه على نطاق واسع. تأثر في بداياته بفنانين سودانيين أمثال زيدان إبراهيم و عبد الكريم الكابلي و أبو عركي البخيت ، كما تأثر بفنان موسيقى الريجي الجايماكي بوب مارلي خاصة في طريقة إستخدامه لآلة الجيتار الباس.

## لونية غنائه ودوره في تطوير الأغنية السودانية
قدم الفنان عمر إحساس لونيَّة معينة في أطار موسيقى الحقيبة السودانية المستندة على السلم الخماسي مستفيداً من الإيقاعات الدارفورية مثل إيقاع «الفرنقبيا» وهو من الإيقاعات القوية والسريعة، وأدخل في موسيقاه آلة باس جيتار على طريقة فريق الويلرز في عزف موسيقى الريجي وذلك باعتبارها العنصر الأساسي في تعزيز وتقوية الإيقاع لديه. وهو تطور جديد في الأغنية الدارفورية منذ ستينيات القرن الماضي عندما ادخلت فيها لأول مرة آلتي البانجو و الكمان. سجلت معظم أغاني إحساس بنظام التركات ( المسارات الصوتية ) ، والذي يظهر بوضوح في ألبومه المسمى «زولي » وتم تسجيله في القاهرة من قبل شركة حصاد للإنتاج الفني لصاحبها يوسف حمد حيث يتم تسجيل صوت كل آلة بمفردها ثم يأتي المغني ليبني صوته عليها وتتم فيما بعد عملية المكساج، وهي طريقة سبق وأن سجلت بها ألبومات فنانين سودانيين أمثال محمد وردي (ألبوم، أرحل) وعلي السقيد (ألبوم المشاوير).
وينتمي إحساس إلى مجموعة فناني موسيقى غرب السودان من حيث لهجة نصوص اغنياته وبنيتها الفنية بما في ذلك الإيقاع و الميلودي، التي تضم مطربين أمثال عبد القادر سالم و إبراهيم موسى أبا و ثنائي النغم و عبد الرحمن عبدالله وغيرهم.

## البعد السياسي لأغانيه
تزامنت نشأة موسيقى إحساس وتطورها بأزمات السودان الاقتصادية ومشاكله السياسية وبالتحديد أزمة دارفور حيث مسقط رأس عمر إحساس والبيئة الجغرافية والاجتماعية التي انبثقت منها موسيقاه ولذلك جاءت نصوص أغنياته انعكاساً للتحديات التي يواجهها أهل دارفور بشكل خاص والسودانيين بشكل عام في هذا الوقت. وحاول الفنان إحساس من خلال حفلاته في معسكرات اللاجئين ومسارح الحواضر المحلية والعواصم الأجنبية في الخارج إبراز قناعته بالدور المحوري الذي تلعبه الموسيقى في عملية السلام في دارفور، فجمعت أغانيه بين الإيقاعات والأنغام المحلية والكلمات التي تتحدث عن السلام، الأمر الذي اكسبه شهرة محلية داخل السودان وعالمية خارجه في بلدان كالمملكة المتحدة، والصين، والولايات المتحدة وغيرها.

## زياراته الغنائية إلى الخارج
قام عمر احساس بعدة زيارات إلى خارج السودان لإحياء حفلات غنائية ومن تلك الزيارات، زيارته للولايات المتحدة الأمريكية بدعوة من الجالية السودانية بمدينة فيلادلفيا بولاية بنسلفينيا،
 وزيارته للقاهرة حيث قام بإحياء حفل غنائي قدم فيه بضع أغانيات من دارفور، وذلك في اغسطس / آب 2014م على المسرح المكشوف بدار الاوبرا المصرية، كذلك شارك في مهرجان القاهرة للموسيقى، «مهرجان القلعة». وقدم فيه مجموعة من أعماله الغنائية التي لاقت نجاحاً ومن بينها أغنية «دارفور بلدنا» التي كُتِبت عند بداية الاضطرابات في دارفور. وفي العاصمة اللبنانية بيروت شارك إحساس في مهرجان «بيروت عاصمة الثقافة العربية» والذي اقيم في قصر اليونيسكو. وشملت زيارته الصين إبان احتفالاتها بالذكرى الرابعة والستين لتأسييها حيث قدم عروضاً موسيقية غنائية في حفلات نُظِمت في مدن بكين و قوانغتشو و ييوو ، ولا قت تجاوباً من جمهور المستمعين الصينيين الذين استساغوا الألحان والإيقاعات السودانية لتشابهها مع الموسيقى الصينية ذات السلم الخماسي.

## أغانيه
بلغت أغانيه المسجلة حتى الآن حوالي 40 أغنية تعالج نصوصها مواضيع مختلفة، منهاأغنيات:
- دروب السلام
- الصغيرون
- حمراء
- الصلاة على النبي
- إحساس
- زولي
- دارفور بلدنا

- قال الغلابة

## نموذج لأعماله الغنائية
- أضغط لاستماع لإغنية «زولي»